# Eulithis contraria
Eulithis contraria là một loài bướm đêm trong họ Geometridae.